# Damian Wojtaszek
Damian Wojtaszek (Milicz, 7 settembre 1988) è un pallavolista polacco, libero nel Projekt Warszawa.

## Carriera

### Club
La carriera di Damian Wojtaszek inizia nel settore giovanile del MOS Wola Warszawa, nel quale gioca per tre stagioni. Fa il suo esordio da professionista nella stagione 2007-08, quando debutta nella Polska Liga Siatkówki con l'AZS Politecnica Varsavia; gioca nel club della capitale polacca per cinque stagione.
Nella stagione 2012-13 passa al Jastrzębski Węgiel dove rimane per un biennio sposando quindi, dal campionato 2015-16, la causa dell'Asseco Resovia, dove resta per due annate per poi vestire la maglia dell'ONICO Warszawa, poi rinominata Projekt Warszawa, per la stagione 2017-18. Con lo stesso club conquista nella stagione 2023-24 la Challenge Cup.

### Nazionale
Nel 2013 ottiene le prime convocazioni nella nazionale polacca vincendo nell'estate dello stesso anno la medaglia d'argento alla XXVII Universiade e nel 2015 quella d'argento all'European League.
Nel 2018 si aggiudica la medaglia d'oro al campionato mondiale e, l'anno seguente, quella di bronzo al campionato europeo e d'argento in Coppa del Mondo.
Nel 2021 vince la medaglia d'argento alla Volleyball Nations League e quella di bronzo al campionato europeo.

## Palmarès

### Club
- Challenge Cup: 1

2023-24

### Nazionale (competizioni minori)
- Memorial Hubert Wagner 2013
- Universiade 2013
- European League 2015
- Memorial Hubert Wagner 2017
- Memorial Hubert Wagner 2018

### Premi individuali
- 2013 - Memorial Hubert Wagner: Miglior libero
- 2014 - Coppa di Polonia: Miglior difesa
- 2014 - Champions League: Miglior libero
- 2015 - European League: Miglior libero